# Wolnei Caio
Wolnei Caio (* 10. August 1968 in Roca Sales, RS) ist ein ehemaliger brasilianischer Fußballspieler und -trainer.

## Laufbahn
Caio spielte fast ausschließlich für Klubs aus Brasilien. Nur einmal 1995 versuchte er in Japan sein Glück, blieb aber nur eine Saison. Seinen größten Erfolg erzielte er 1997 beim Cruzeiro EC aus Belo Horizonte mit dem Gewinn der Copa Libertadores.

## Erfolge
Grêmio
- Staatsmeisterschaft von Rio Grande do Sul: 1990, 1993

Cruzeiro
- Staatsmeisterschaft von Minas Gerais: 1997, 1998
- Copa Libertadores: 1997

Bento Gonçalves
- Copa FGF: 2004

Auszeichnung
- Torschützenkönig Staatsmeisterschaft von Rio Grande do Sul: 1989